# Lycope d'Europe
Lycopus europaeus
Pour les articles homonymes, voir Chanvre d'eau.
Espèce
Classification phylogénétique
Statut de conservation UICN

 LC  : Préoccupation mineure
Le Lycope d'Europe, appelé aussi « Chanvre d'eau » ou « Patte-de-loup » (Lycopus europaeus), est une espèce de plantes à fleurs de la famille des Lamiacées. C'est une plante herbacée vivace originaire d'Europe, d'Asie et d'Afrique du Nord.
Elle est commune dans toute la France et présente sur la plupart des continents.

## Dénomination

### Étymologie
Lycopus, du grec lykos (loup) et pous (pied), soit « pied de loup », fait référence à la forme des feuilles.

### Noms vernaculaires
Chanvre d'eau, pied de loup, patte de loup, marrube aquatique, ortie d'eau, lance du Christ, herbe des Égyptiens, crumène, crumièvre.

## Description
Le Lycope d'Europe est une plante herbacée vivace, non aromatique, pouvant atteindre de 30 centimètres à un mètre de haut, voire 1,20 m, à souche rampante et à tiges dressées à section carrée, marquée d'un sillon sur chacune des faces. La plante est glabre ou légèrement pubescente. La plante est vivace par sa souche qui produit de nombreux stolons. C'est une hélophyte-hémicryptophyte (cf. Classification de Raunkier).
Les feuilles, généralement de couleur verte, opposées-décussées, ont un limbe de forme ovale-lancéolée à pointe aiguë et profondément denté, et même parfois divisé à la base pour les feuilles inférieures. Le pétiole est court, voire absent pour les feuilles supérieures.
|  |
|  |

Les fleurs petites (environ 4 mm) sont groupées à l'aisselle des feuilles en faux verticilles de forme globuleuse. Le calice denté, couvert de poils, comporte cinq divisions terminées en pointe. La corolle est formée de quatre lobes de couleur blanche ponctuée de rouge, formant un entonnoir terminé par deux lèvres, le lobe supérieur étant légèrement échancré. Les deux étamines fertiles dépassent la corolle, les deux étamines inférieures sont avortées. La floraison a lieu de juillet à septembre.
Les graines sont dispersées notamment par les oiseaux aquatiques.

## Distribution et habitat
Cette espèce est commune dans les régions tempérées et circumboréales d'Europe, d'Asie et d'Afrique du Nord. Elle s'est naturalisée en Amérique du Nord.
C'est une espèce de plaine (jusqu'à 100 mètres d'altitude), hygrophile, qui affectionne les lieux humides, les bords des cours d'eau, les marécages, les fossés, etc. Elle est caractéristique de certaines formations comme les saulaies, peupleraies et les roselières. Elle prospère aussi bien en pleine lumière qu'en mi-ombre.

## Utilisation
Cette espèce n'est pas cultivée. Elle aurait été employée en médecine populaire pour ses propriétés astringentes et fébrifuges.
Peut être extraite de ses feuilles une teinture noire, autrefois utilisée par les vagabonds voulant se faire passer pour des Gitans pour se teindre la peau, d'où le nom anglais de la plante, gypsywort. Il serait plus vraisemblable que cette origine provienne du fait que les Roumains aient utilisé la plante comme teinture pour le lin.
C'est, comme beaucoup de Lamiaceae, une plante mellifère, visitée par les abeilles.